# خوليو كوبوس
خوليو سيزار كليتو كوبوس (30 ابريل 1955 - )، نائب الرئيس الأرجنتين بالفترة من 10 ديسمبر 2007 إلى 10 ديسمبر 2011. وشغل منصب حاكم مقاطعة مندوزا من 2003 إلى 2007
1. ↑  وفاة الرئيس الأرجنتيني السابق نيستور كيرشنر، رويترز العربية، دخل في 27 أكتوبر 2010 نسخة محفوظة 30 أكتوبر 2013 على موقع واي باك مشين.